# Mauritia (continente)

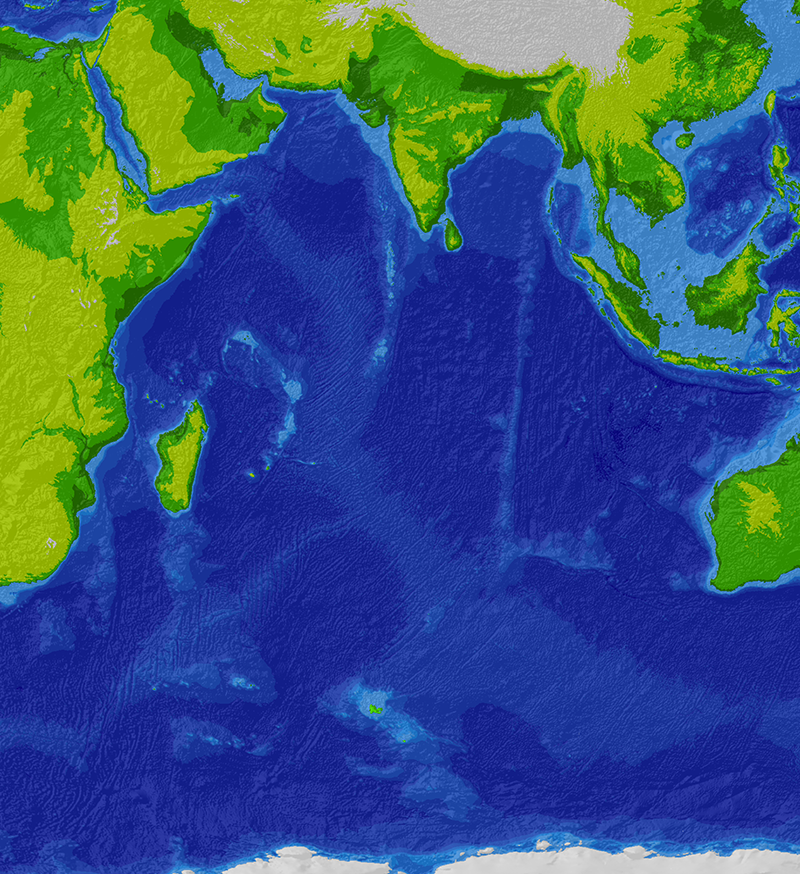
Mauritia, localizado no Oceano Índico.

Mauritia é um pequeno continente pré-histórico que muitos cientistas de diferentes universidades do mundo indicam (fornecendo estudos) ser recoberto no Oceano Índico, encontra-se sob a Ilha Maurícia e Ilhas Reunião.
A pré-histórico "microcontinente" escondido sob uma espessa camada de lava, que é milhares de metros de profundidade no Oceano Índico. A descoberta deste continente fragmento foi apelidado Mauritia. Este pequeno continente interrompeu cerca de 60 milhões de anos atrás em Madagascar quando essa grande ilha derivou para a formação da atual Índia.
Estima-se que a formação dos continentes é muitas vezes associada com plumas vulcânicas, de modo que durante o processo (deriva continental) algumas peças de estas massas são perdidas.

## Descoberta

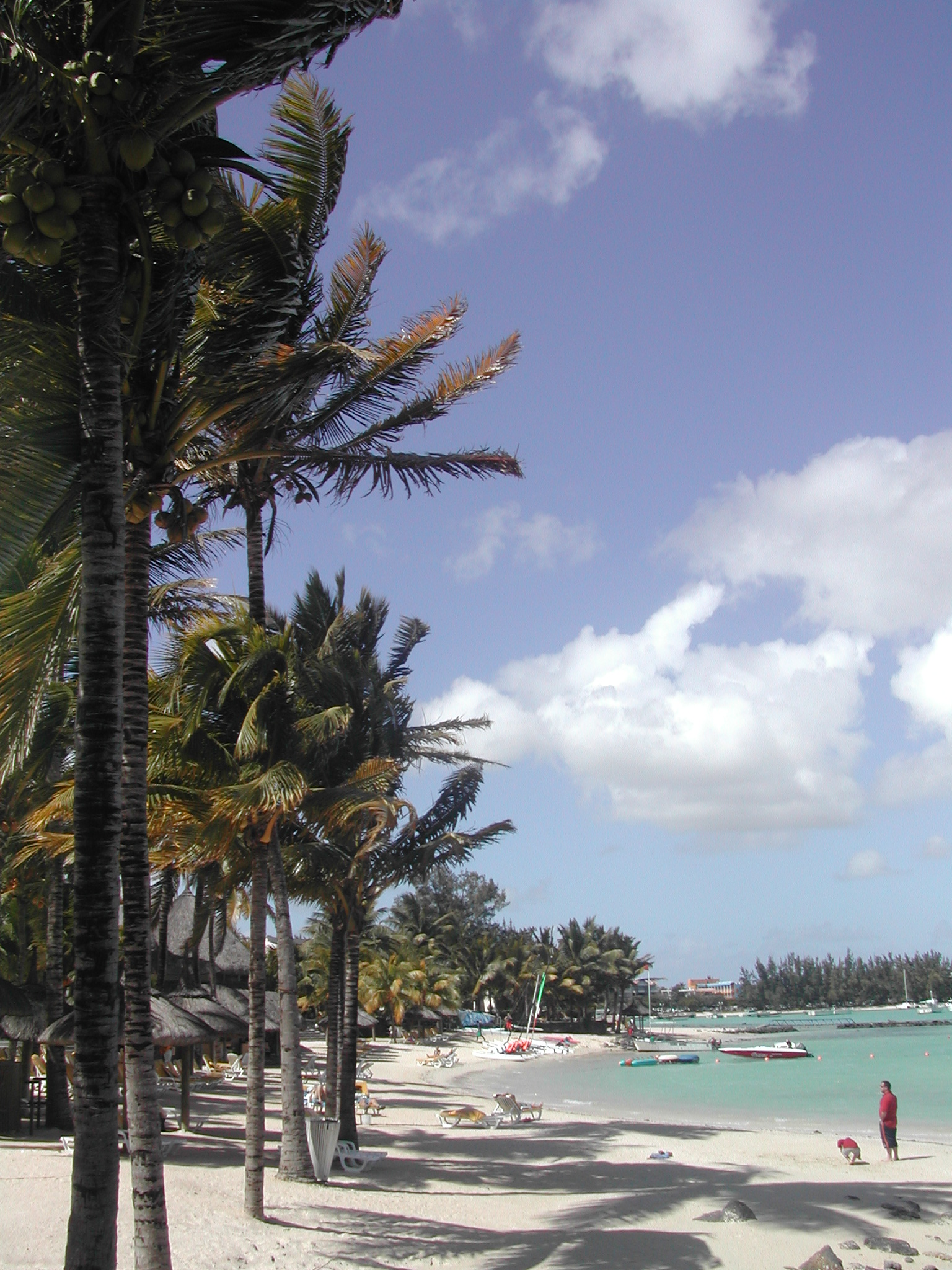
Uma praia em Maurícia.

O continente Mauritia, cientistas, principalmente, da Universidade de Oslo, liderada pelo geólogo Trond H. Torsvik, junto com outros da Universidade de Witwatersrand e da Universidade de Liverpool, o que é permitido ter descoberto sob o Oceano Índico, sendo um pequeno continente pré-histórico.
Eles estimam que nos últimos anos 65,5 milhões de planaltos formado de uma série de cadeias vulcânicas, resultando na realização de vários estudos. Observando investimento de gravidade, verificou-se que o chão do continente é anormalmente espessa.
Os cientistas analisaram areia das praias da ilha Maurícia, onde encontraram pequenos cristais de silicato de zircônio, formados há milhões de anos, muito antes do que qualquer outra rocha na ilha passando a existir depois de vários estudos de uma massa de terra que eles chamaram Mauritia.

## Localização
Como indicado nos seus estudos, Mauritia ocupa a área onde se ergue agora as Ilhas Mascarenhas e do planalto adjacente, a leste de Madagascar e do Oceano Índico sudoeste, e, atualmente, "12 ° 10'49 "N 61 ° 10'1" O" estende em um arco para o norte das Seychelles, colocando os restos do velho continente dilacerado em Maurício e Ilhas Reunião.

## Formação

deriva continentes da Pangeia, (Na área à direita você pode ver o movimento da massa que, posteriormente, formar-se a Índia).

Eles propõem que o pequeno continente fragmentado após a separação de Madagascar, formando uma linha de cume no meio do Oceano Índico. Durante o período de 83,5 e 61 milhões de anos, o que resultou na abertura da bacia ceada de Mascarenhas, que fez acabar-se de Madagascar Ele foi afundado mais ou menos ao mesmo tempo que a massa de terra conhecida agora como a Índia começou a se mover norte de Madagascar. Eles indicam que a reconstrução do movimento da placa e da gravidade encontrado no solo apoiar sua teoria, considerando que as Seychelles são um fragmento sobrevivente do continente perdido.